# Fausto Cotes Núñez
Fausto Cotes Núñez (n. Manaure, Cesar) es un ingeniero civil, empresario y político colombiano, ha sido concejal y alcalde del municipio de Valledupar, capital del departamento del Cesar.

## Familia
Es hijo de Alfonso "Poncho" Cotes Querúz, destacado compositor de música vallenata y profesor del Colegio Nacional Loperena de Valledupar. Quien fuera amigo de parrandas de los grandes de la música vallenata, entre estos Rafael Escalona, Emiliano Zuleta Baquero, Andrés Becerra, los hermanos Simón y Toño Salas, Lorenzo Morales, Alfonso Murgas, Chico Daza. Cotes Núñez creció en medio del ambiente del folclor vallenato y fue objeto debido a esto de la canción de Escalona titulada "Los tres monitos", la cual hace alusión a los tres hijos de Poncho Cotes Querúz; Fausto, Sofía y Sarita.

“Pero los lunes se regresa todo lleno de tristeza, porque deja en la sabana ¡hombe! Tres monitos que lo llaman”. - "Los tres monitos'", Rafael Escalona.

Los hermanos de Alfonso Cotes Querúz son Sofía, Sarita y Cotes Núñez, también el compositor Lázaro Alfonso Cotes Ovalle, más conocido como "Poncho Cotes Jr", sus hermanas Laura y Luisa, Carlos Alfonso, Fernando y Alba.
Contrajo matrimonio con Rosa Maya de Cotes. Sus hijos son el compositor de música vallenata y médico especialista en Alergología e Inmunología, Alfonso Enrique Cotes Maya; el administrador financiero y exconcejal de Valledupar (2012-2015), Carlos Andrés 'Cale' Cotes; el arquitecto y acordeonero aficionado Fausto Javier Cotes Maya y el acordeonero profesional, Enrique Manuel “El Mono” Cotes Maya.

## Trayectoria

### Alcaldes de Valledupar (1986-1987)
Cotes Núñez fue nombrado alcalde del municipio de Valledupar en septiembre de 1986, en reemplazo de Miguel Meza Valera. Su periodo en la alcaldía terminó en mayo de 1987 y fue reemplazado en el cargo por Álvaro Muñoz Vélez.
Durante su administración se construyó la tarmina 'Francisco El Hombre' en la Plaza Alfonso López de Valledupar con diseños del arquitecto Jaime Palmera, hermano de Ricardo Palmera. La demolición de la antigua tarima para construir una nueva y moderna, causó una fuerte polémica entre los tradicionalistas de la cultura vallenata y quienes querían ampliar la capacidad para albergar el creciente público que cada año visitaba el Festival de la Leyenda Vallenata.

#### Gabinete
Su gabinete municipal estuvo conformado por:
- Oficina de Planeación Municipal: Efraín Quintero Molina.
- Secretario Privado: Carlos Gnecco.

### Construcción
Tras su paso por la política, desde 1984, Cotes Núñez se dedicó a la construcción junto a su socio Alfonso Vidal, con la empresa Vidal Cotes Ingenieros Arquitectos SAS. Juntos han desarrollado obras como el Coliseo Cubierto de Valledupar, la instalación del monumento de 'La revolución en marcha' del maestro Rodrigo Arenas Betancur en la Plaza Alfonso López y el edificio Mónaco en Valledupar.